# Шерон Гембрук
Шерон Гембрук (англ. Sharon Hambrook, 28 березня 1963) — канадська синхронна плавчиня.
Призерка Олімпійських Ігор 1984 року.
Чемпіонка світу з водних видів спорту 1982 року.
Призерка Панамериканських ігор 1983 року.